# Northrop YB-35
Il Northrop YB-35 era un bombardiere pesante sviluppato dagli Stati Uniti d'America a metà degli anni quaranta. Rimasto allo stadio di prototipo, adottava la configurazione di tipo ala volante (flying wing), studiata da John Knudsen "Jack" Northrop fin dagli anni trenta, e sperimentata nei precedenti N-1M ed N-9M.
L'YB-35 era propulso da quattro motori radiali che azionavano eliche spingenti controrotanti. Ne venne ordinato un piccolo lotto di esemplari di preserie; due esemplari vennero modificati per adottare dei turbogetti e ricevettero la nuova designazione "YB-49". Alcuni problemi strutturali e di instabilità, lo scarso peso politico della Northrop rispetto alla Boeing, nonché lo sviluppo parallelo di altri bombardieri più tradizionali come il Convair B-36, ritenuti più affidabili, ne stroncarono la carriera sul nascere. Sia gli esemplari completati che quelli in costruzione vennero smantellati.

## Capacità stealth
Durante i primi voli di collaudo l'apparecchio scomparve alcune volte dai radar dato che, grazie alla sua forma e all'assenza di impennaggi di coda, generava una traccia radar molto minore rispetto alle reali dimensioni dell'aereo. Gli strumenti del tempo non erano precisi a sufficienza per tracciare l'aereo durante il volo, a maggior ragione durante le virate, dove la sezione trasversale dell'aereo risultava grande quanto quella di un piccolo aereo da turismo (quando in realtà era di 52 metri).
Quando il rapidissimo sviluppo della tecnologia turbojet rese obsoleto l'YB-35 - coi suoi motori a pistoni - già nella fase di sviluppo, due apparecchi furono equipaggiati con dei turbojet (sotto la denominazione YB-49) per continuare la sperimentazione. La rimotorizzazione però aggravò i problemi di instabilità dell'aereo, e ne diminuì anche l'autonomia rispetto al rivale B-36, portando alla cancellazione del progetto. Le potenzialità stealth di un aereo tuttala rimasero inutilizzabili fino agli anni '80 ed allo sviluppo della tecnologia fly-by-wire: in quegli anni la Northrop, in gara per la costruzione di un bombardiere strategico con capacità stealth (il futuro B-2 Spirit con propulsione a getto) riesumò i concetti alla base dell'YB-35 e riuscì a renderlo stabile grazie all'applicazione del fly-by-wire, dove un computer interpreta i dati di molteplici sensori per operare decine di correzioni d'assetto al secondo, stabilizzando l'aereo in maniera altrimenti impossibile per un pilota umano.

## Utilizzatori
Stati Uniti
- United States Air Force